# 보경 (연호)
보경(寶慶, 1225년 ~ 1227년)은 남송 이종(理宗) 조윤(趙昀)의 첫번째 연호이다. 3년 가량 사용하였다.

## 개원
- 가정(嘉定) 17년 11월 25일[1](율리우스력 1225년 1월 5일)에 연호를 보경(寶慶)으로 정하고, 다음 해 1월 1일[2](율리우스력 1225년 2월 9일)에 개원함.[3][4][5]

- 보경(寶慶) 3년 11월 6일[6](율리우스력 1227년 12월 15일)에 연호를 소정(紹定)으로 정하고, 다음 해 1월 1일[7](율리우스력 1228년 2월 8일)에 개원함.[3][8][5]

## 연대 대조표
| 보경 | 서기 (西紀) | 간지 (干支) | 금나라 연호    | 서하 연호                |
| 원년 | 1225년      | 을유 (乙酉) | 정대(正大) 2년 | 건정(乾定) 3년           |
| 2년  | 1226년      | 병술 (丙戌) | 정대 3년       | 건정 4년 보의(寶義) 원년 |
| 3년  | 1227년      | 정해 (丁亥) | 정대 4년       | 보의 2년                 |

## 동시대 연호

### 중국
금(金)
- 정대(正大) (1224년 ~ 1232년)

서하(西夏)
- 건정(乾定) (1223년 ~ 1226년)
- 보의(寶義) (1226년 ~ 1227년)

대리국(大理國)
- 천개(天開) (1205년 ~ 1225년)
- 천보(天輔) (1226년)
- 인수(仁壽) (1227년 ~ 1238년)

동진(東眞)
- 대동(大同) (1224년 ~ 1233년)

### 베트남
리 왕조(李朝)
- 티엔쯔엉흐우다오(天彰有道) (1224년 ~ 1225년)

쩐 왕조(陳朝)
- 끼엔쭝(建中) (1225년 ~ 1232년)

### 일본
- 겐닌(元仁) (1224년 ~ 1225년)
- 가로쿠(嘉祿) (1225년 ~ 1227년)
- 안테이(安貞) (1227년 ~ 1229년)

## 같이 보기
- 중국의 연호 목록